# 산마르첼로피스토이에세
산마르첼로피스토이에세(이탈리아어: San Marcello Pistoiese)는 이탈리아 토스카나주 피스토이아도에 있는 코무네다. 피렌체에서 북서쪽으로 45km, 피스토이아에서 북서쪽으로 15km 거리에 있다.

## 역사
로마 정복 이전(기원전 2-3세기)에는 리구리아인들 같은 이탈리아 부족들이 살았었다. 로마 의원 루키우스 세르기우스 카틸리나가 이곳에서 멀지 않은 곳에서 사망했다.
중세 시기에는 14세기에 피스토이아의 세력권으로 넘어가기 이전에는 독립 코무네였다.

## 자매 도시
- 프랑스 생마르탱뒤테르트르